# 國光影片公司
國光影片公司，是一家成立於1926年的電影公司，也是中國第一家由中國資本獨資的大型電影公司。 該公司的前身是成立於1919年商務印書館活動影戲部（後來更名為影片部）。 1928年，國光影片公司解散。